# Championnat de France masculin de handball 2024-2025
Navigation
StarLigue 2023-2024 StarLigue 2025-2026
Le championnat de France masculin de handball 2024-2025 est la soixante-treizième édition de cette compétition et la quatrième sous la dénomination de Liqui Moly StarLigue. Il s'agit du plus haut niveau du championnat de France de ce sport.
Seize clubs participent à cette édition de la compétition, les quatorze premiers du précédent championnat ainsi que deux clubs promus de Proligue, le Tremblay Handball (premier de la saison régulière) et le Istres Provence Handball (finaliste des plays-offs).
Le Paris Saint-Germain remporte son onzième titre consécutif de champion et devance le HC Nantes, vainqueur du Trophée des champions, et le Montpellier Handball, vainqueur de la Coupe de France.
En bas du tableau, les deux promus parviennent à se maintenir pour la première fois depuis 2021 et ce sont les deux clubs franciliens de l'US Créteil et de l'US Ivry qui sont relégués en Proligue.

## Modalités

### Calendrier
Les principales dates du calendrier du championnat sont :
- 6 septembre 2024 : début du championnat,
- 22 décembre 2024 : fin de la 15e journée et des matchs allers,
- 7 juin 2025 : 30e journée et fin du championnat

### Clubs participants
| \| Aix-en-P. Nîmes Chambéry Montpellier Dunkerque St-Raphaël Nantes Chartres Toulouse Cesson-Sévigné Limoges Istres Paris Créteil Ivry Tremblay \| Localisation des clubs engagés dans le championnat. · Le tenant du titre est en orange, les promus en vert. |
| Aix-en-P. Nîmes Chambéry Montpellier Dunkerque St-Raphaël Nantes Chartres Toulouse Cesson-Sévigné Limoges Istres Paris Créteil Ivry Tremblay |

Légende des couleurs
- Qualifié pour la Ligue des champions
- Qualifié pour la Ligue européenne
- Promu de Proligue

| Club                                | Classement 2023-2024 | Entraîneur           | Salle                                     | Capacité théorique | Saisons en D1 |
| ----------------------------------- | -------------------- | -------------------- | ----------------------------------------- | ------------------ | ------------- |
| Paris Saint-Germain                 | 1er                  | Raúl González        | Stade Pierre-de-Coubertin                 | 3 200              | 37e           |
| Handball Club de Nantes             | 2e                   | Grégory Cojean       | HArena                                    | 5 902              | 17e           |
| Montpellier Handball                | 3e                   | Érick Mathé          | Palais des sports René-Bougnol            | 2 900              | 31e           |
| Fenix Toulouse Handball             | 4e                   | Danijel Anđelković   | Palais des sports André-Brouat            | 3 850              | 29e           |
| Limoges Handball                    | 5e                   | Alberto Entrerríos   | Palais des sports de Beaublanc            | 3 902              | 5e            |
| Chambéry Savoie Mont Blanc Handball | 6e                   | Asier Antonio Marcos | Le Phare - Grand Chambéry                 | 4 423              | 31e           |
| USAM Nîmes Gard                     | 7e                   | Yann Balmossière     | Le Parnasse                               | 3 391              | 38e           |
| Pays d'Aix Université Club handball | 8e                   | Éric Forets          | Aréna du Pays d'Aix                       | 6 004              | 12e           |
| Saint-Raphaël Var Handball          | 9e                   | Benjamin Braux       | Palais des sports Jean-François-Krakowski | 2 500              | 18e           |
| Dunkerque Handball Grand Littoral   | 10e                  | Franck Maurice       | Stades de Flandres                        | 2 400              | 34e           |
| Cesson Rennes MHB                   | 11e                  | Sébastien Leriche    | Glaz Arena                                | 4 500              | 15e           |
| C' Chartres MHB                     | 12e                  | Nebojša Stojinović   | Le Colisée                                | 3 810              | 7e            |
| Union sportive d'Ivry               | 13e                  | Didier Dinart        | Gymnase Auguste-Delaune                   | 1 500              | 66e           |
| Union sportive de Créteil           | 14e                  | Christophe Esparre   | Palais des sports Robert-Oubron           | 2 398              | 36e           |
| Tremblay Handball                   | 1er SR de D2         | Chérif Hamani        | Palais des sports                         | 1 020              | 16e           |
| Istres Provence Handball            | finaliste de D2      | Gilles Derot         | Halle polyvalente                         | 1 400              | 65e           |

### Modalités de classement et de qualifications européennes
La Liqui Moly StarLigue est organisée en une poule unique de 16 clubs avec matchs allers - retours. Une équipe marque 2 points pour une victoire, 1 point pour un match nul et 0 point pour une défaite. Le titre de champion de Liqui Moly StarLigue est attribué à l'équipe qui obtient le plus de points à l'issue de la saison. Les deux équipes les moins bien classées à l'issue de la saison sont reléguées en Proligue.
En cas d'égalité entre deux ou plusieurs équipes à l'issue de la compétition, leur classement est établi en tenant compte des facteurs suivants :
1. Le nombre de points à l'issue de la compétition dans les rencontres ayant opposé les équipes à égalité entre elles ;
2. La différence entre les buts marqués et les buts encaissés dans les rencontres ayant opposé les équipes à égalité entre elles ;
3. Le plus grand nombre de buts marqués à l'extérieur dans les rencontres ayant opposé les équipes à égalité entre elles ;
4. La différence entre les buts marqués et les buts encaissés sur l'ensemble des rencontres de la compétition ;
5. Le plus grand nombre de buts marqués sur l'ensemble des rencontres de la compétition ;
6. Le plus grand nombre de buts marqués à l'extérieur sur l'ensemble des rencontres de la compétition ;
7. tirage au sort effectué par la Commission d'Organisation des Compétitions.

Conformément au règlement de la Fédération européenne de handball (EHF), le classement 2023 du coefficient EHF conduit aux modalités de qualification en coupes d'Europe suivantes pour la saison 2024-2025 :
- le champion de France est qualifié en Ligue des champions. Seul le club classé deuxième du championnat pourra poser sa candidature pour une place additionnelle en Ligue des champions.
- les deuxième, troisième et quatrième du championnat sont qualifiés en Ligue européenne. Le vainqueur de la Coupe de France n'obtient en revanche pas de qualification en coupe d'Europe. Seul le club classé cinquième du championnat pourra poser sa candidature pour une place additionnelle en Ligue européenne.

## Présentation

### Équipementiers
| Équipementier          | Équipe                            | Durée             | Ref               |
| ---------------------- | --------------------------------- | ----------------- | ----------------- |
| Craft                  | Limoges Hand 87                   | 2020/05 – 2027/06 | [réf. nécessaire] |
| Craft                  | Fenix Toulouse Handball           | 2020/07 – 2027/06 | [réf. nécessaire] |
| Erima                  | Dunkerque Handball Grand Littoral | 2023/07 –         | [réf. nécessaire] |
| Erima                  | Saint-Raphaël Var Handball        | 2023/07 – 2028/06 | [réf. nécessaire] |
| Hummel                 | C' Chartres MHB                   | 2020/07 –         | [réf. nécessaire] |
| Hummel                 | Créteil (USC)                     | 2020/06 –         | [réf. nécessaire] |
| Hummel                 | Tremblay Handball                 | 2013/07 – 2025    | [réf. nécessaire] |
| Joma                   | US Ivry                           | 2018/08 – 2025    | [réf. nécessaire] |
| Kappa                  | USAM Nîmes Gard                   | 2012 min. –       | [réf. nécessaire] |
| Kempa                  | Cesson Rennes Métropole HB        | 2011 min. –       | [réf. nécessaire] |
| Kempa                  | Istres Provence Handball          | 2014/06 –         | [réf. nécessaire] |
| Kempa                  | Pays d'Aix UC                     | 2023/07 –         | [réf. nécessaire] |
| Mizuno                 | Chambéry Savoie Mont Blanc HB     | 2018/07 – 2024    | [réf. nécessaire] |
| Nike                   | HBC Nantes                        | 2023/07 – 2027/06 | [réf. nécessaire] |
| Nike / Nike Air Jordan | Paris Saint-Germain (handball)    | 2013/07 –         | [ 6 ]             |
| Puma                   | Montpellier Handball              | 2018/07 – 2026    | [ 7 ]             |

## Compétition

### Classement
|    | Équipe                     | Pts | J  | G  | N | P  | Bp   | Bc  | Diff | Dép   |
| -- | -------------------------- | --- | -- | -- | - | -- | ---- | --- | ---- | ----- |
| 1  | Paris Saint-Germain T      | 56  | 30 | 27 | 2 | 1  | 1046 | 854 | 192  | /     |
| 2  | HBC Nantes S               | 52  | 30 | 25 | 2 | 3  | 985  | 830 | 155  | /     |
| 3  | Montpellier Handball C     | 48  | 30 | 23 | 2 | 5  | 964  | 806 | 158  | /     |
| 4  | Fenix Toulouse             | 38  | 30 | 18 | 2 | 10 | 922  | 898 | 24   | /     |
| 5  | Saint-Raphaël VHB          | 37  | 30 | 18 | 1 | 11 | 946  | 901 | 45   | /     |
| 6  | USAM Nîmes Gard            | 34  | 30 | 15 | 4 | 11 | 886  | 861 | 25   | /     |
| 7  | Pays d'Aix UC              | 30  | 30 | 14 | 2 | 14 | 904  | 912 | -8   | /     |
| 8  | Limoges Handball           | 29  | 30 | 14 | 1 | 15 | 904  | 929 | -25  | /     |
| 9  | Chambéry SMBH              | 28  | 30 | 13 | 2 | 15 | 879  | 888 | -9   | /     |
| 10 | Tremblay Handball P        | 25  | 30 | 12 | 1 | 17 | 887  | 921 | -34  | /     |
| 11 | Cesson Rennes MHB          | 20  | 30 | 8  | 4 | 18 | 848  | 922 | -74  | 6 pts |
| 12 | C' Chartres MHB            | 20  | 30 | 10 | 0 | 20 | 847  | 913 | -66  | 4 pts |
| 13 | Dunkerque HGL              | 20  | 30 | 9  | 2 | 19 | 830  | 886 | -56  | 2 pts |
| 14 | Istres Provence Handball P | 19  | 30 | 8  | 3 | 19 | 913  | 973 | -60  |       |
| 15 | US Créteil                 | 15  | 30 | 7  | 1 | 22 | 838  | 949 | -111 | /     |
| 16 | US Ivry                    | 9   | 30 | 4  | 1 | 25 | 826  | 982 | -156 | /     |

 Ligue des champions
- Champion et qualifié
- Invité sur dossier

Ligue européenne
- Qualifié
- Invité sur dossier

Relégation en Proligue
- Relégué

Classement officiel
Abréviations
- T : tenant du titre 2024
- S : vainqueur du Trophée des champions
- C : vainqueur de la Coupe de France
- P : promus de Proligue

### Matchs
| Résultats (dom.\ext.)                                      | Aix   | CesR  | Cham  | Char  | Crét  | Dunk  | Ist   | Ivr   | Lim   | Montp | Nant  | Nîmes | PSG   | St-Ra | Toul  | Trem  |
| Pays d'Aix UC                                              |       | 29-24 | 30-27 | 31-23 | 26-25 | 28-32 | 31-30 | 34-35 | 25-23 | -     | -     | -     | 26-28 | 24-29 | 31-29 | 25-28 |
| Cesson Rennes MHB                                          | 28-32 |       | -     | -     | 26-24 | 32-33 | 28-33 | 29-31 | 24-29 | 24-33 | 23-34 | 26-26 | 29-42 | 29-39 | 28-27 | 26-26 |
| Chambéry SMB HB                                            | 33-29 | 29-25 |       | -     | 34-28 | 28-27 | 35-29 | 35-25 | 30-28 | 25-36 | -     | 36-31 | 31-37 | 25-28 | 29-25 | 27-28 |
| C' Chartres MHB                                            | 34-29 | 28-33 | 30-28 |       | 26-25 | 30-28 | 37-34 | -     | 24-26 | 23-34 | 29-34 | 27-31 | 25-31 | -     | 27-31 | 30-25 |
| US Créteil                                                 | 35-33 | -     | 33-29 | 27-34 |       | 30-31 | 33-28 | 27-23 | 29-33 | 21-28 | 31-38 | 24-28 | 31-45 | 31-39 | -     | -     |
| Dunkerque HGL                                              | -     | 31-32 | 25-30 | 24-32 | 24-26 |       | 28-26 | -     | -     | 22-24 | 31-35 | 29-24 | 27-27 | 30-37 | 24-27 | 28-26 |
| Istres Provence Handball                                   | 24-27 | -     | 34-31 | 32-28 | -     | 28-28 |       | 36-25 | 29-36 | 26-38 | 25-24 | 26-29 | 30-34 | 29-35 | 29-30 | 34-30 |
| US Ivry                                                    | 30-34 | 28-34 | 19-30 | 29-28 | 32-30 | 22-26 | 30-31 |       | 22-23 | 26-33 | 22-34 | 28-31 | 28-41 | -     | 28-29 | -     |
| Limoges Handball                                           | -     | 30-29 | 34-32 | 32-28 | 33-36 | 37-34 | -     | 33-33 |       | 27-37 | 30-38 | 30-33 | 29-30 | 33-27 | 28-29 | 34-31 |
| Montpellier Handball                                       | 41-35 | 30-23 | 37-25 | 37-30 | 38-26 | -     | 35-31 | 39-23 | 32-26 |       | 27-29 | 38-32 | -     | 31-18 | 28-28 | 29-25 |
| HBC Nantes                                                 | 39-30 | -     | 32-25 | 32-25 | 25-23 | 30-21 | 43-31 | -     | 35-27 | 29-26 |       | 36-27 | 34-31 | 36-29 | 34-29 | 30-24 |
| USAM Nîmes Gard                                            | 27-29 | 28-28 | 32-26 | 30-22 | 30-21 | 29-23 | 29-34 | 30-21 | 37-31 | -     | 29-35 |       | -     | 29-33 | 36-29 | 26-25 |
| Paris Saint-Germain                                        | 37-34 | 35-29 | -     | 36-26 | 30-19 | 39-31 | -     | 39-25 | -     | 29-23 | 34-28 | 36-33 |       | 41-34 | 36-25 | 30-25 |
| Saint-Raphaël VHB                                          | 38-27 | 27-24 | 27-27 | 25-28 | 35-27 | 27-29 | 31-30 | 35-29 | 35-33 | 28-30 | -     | -     | 30-39 |       | -     | 31-32 |
| Fenix Toulouse                                             | 33-31 | 33-27 | 40-33 | 31-30 | 37-30 | -     | 39-32 | 31-27 | -     | 31-29 | 35-29 | 25-25 | 28-31 | 27-36 |       | 32-23 |
| Tremblay Handball                                          | 34-37 | 31-30 | -     | 31-30 | 29-30 | 27-26 | 36-34 | 37-33 | 25-27 | 31-34 | -     | 28-32 | 32-40 | -     | 31-25 |       |
| - Victoire à domicile - Match nul - Victoire à l'extérieur |       |       |       |       |       |       |       |       |       |       |       |       |       |       |       |       |

## Statistiques et récompenses

### Meilleurs buteurs
Au terme du championnat, les meilleurs buteurs sont :
| #  | Joueur             | Club                   | Buts / Tirs | % Tir  | MJ | BPM | Ch.       | 7m       |
| -- | ------------------ | ---------------------- | ----------- | ------ | -- | --- | --------- | -------- |
| 1  | Tom Pelayo         | Dunkerque HGL          | 241 / 361   | 66,8 % | 30 | 8,0 | 165 / 260 | 76 / 101 |
| 2  | Kamil Syprzak      | Paris Saint-Germain    | 197 / 259   | 76,1 % | 29 | 6,8 | 138 / 183 | 59 / 76  |
| 3  | Nemanja Ilić       | Fenix Toulouse         | 171 / 221   | 77,4 % | 27 | 6,3 | 100 / 134 | 71 / 87  |
| 4  | Raphaël Caucheteux | Saint-Raphaël VHB      | 165 / 212   | 77,8 % | 30 | 5,5 | 72 / 90   | 93 / 122 |
| 5  | Mattéo Fadhuile    | Tremblay Handball      | 162 / 258   | 62,8 % | 28 | 5,8 | 97 / 181  | 65 / 77  |
| 6  | Ihor Tourtchenko   | Limoges Handball       | 162 / 280   | 57,9 % | 30 | 5,4 | 143 / 250 | 19 / 30  |
| 7  | Benjamin Richert   | Chambéry & Montpellier | 157 / 236   | 66,5 % | 27 | 5,8 | 109 / 167 | 48 / 69  |
| 8  | Ian Tarrafeta      | Pays d'Aix UC          | 154 / 254   | 60,6 % | 30 | 5,1 | 154 / 254 | 0 / 0    |
| 9  | Mario Álvarez      | US Créteil             | 146 / 195   | 74,9 % | 28 | 5,2 | 83 / 111  | 63 / 84  |
| 10 | Valero Rivera      | HBC Nantes             | 145 / 200   | 72,5 % | 30 | 4,8 | 85 / 117  | 60 / 83  |

### Meilleurs gardiens de but
Au terme du championnat, les meilleurs gardiens de buts (en nombre d'arrêts) sont :
| #  | Joueur           | Club                 | Arrêts / Tirs | % Arr. | MJ | APM  | Ch.        | 7m      |
| -- | ---------------- | -------------------- | ------------- | ------ | -- | ---- | ---------- | ------- |
| 1  | Jože Baznik      | Pays d'Aix UC        | 351 / 1078    | 32,6 % | 30 | 11,7 | 342 / 1013 | 9 / 65  |
| 2  | Milan Bomaštar   | C' Chartres MHB      | 307 / 1032    | 29,7 % | 30 | 10,2 | 293 / 948  | 14 / 84 |
| 3  | Romain Mathias   | Istres PH            | 290 / 988     | 29,4 % | 30 | 9,7  | 275 / 924  | 15 / 64 |
| 4  | Jef Lettens      | Fenix Toulouse       | 255 / 845     | 30,2 % | 30 | 8,5  | 240 / 779  | 15 / 65 |
| 5  | Ivan Pešić       | HBC Nantes           | 254 / 822     | 30,9 % | 30 | 8,5  | 238 / 741  | 16 / 81 |
| 6  | Mate Šunjić      | Cesson Rennes        | 245 / 940     | 26,1 % | 30 | 8,2  | 225 / 876  | 20 / 64 |
| 7  | Rubens Pierre    | Tremblay Handball    | 238 / 765     | 31,1 % | 29 | 8,2  | 211 / 678  | 27 / 87 |
| 8  | David Bernard    | US Ivry              | 233 / 863     | 27,0 % | 30 | 7,8  | 221 / 789  | 12 / 74 |
| 9  | Valentin Kieffer | Dunkerque HGL        | 229 / 762     | 30,1 % | 30 | 7,6  | 215 / 714  | 14 / 48 |
| 10 | Dino Slavić      | Limoges Handball     | 225 / 775     | 29,0 % | 29 | 7,8  | 207 / 705  | 12 / 63 |
| 11 | Rémi Desbonnet   | Montpellier Handball | 224 / 662     | 33,8 % | 30 | 7,5  | 213 / 602  | 11 / 60 |

### Meilleurs handballeurs de la saison
Les meilleurs joueurs de la saison 2024-2025 (en gras) sont, :
- Meilleur joueur : Thibaud Briet (Nantes, 31%) ; Aymeric Minne (Nantes, 20%), Karl Konan (Montpellier, 6%), Nicolas Tournat (Nantes, 6%), Elohim Prandi (Paris, 5%).
- Meilleur gardien de but : Jože Baznik (Aix, 39%) ; Rubens Pierre (Tremblay, 32%), Rémi Desbonnet (Montpellier, 29%).
- Meilleur ailier gauche : Nemanja Ilić (Toulouse, 45%) ; Guéric Vincent (Nîmes, 28%), Raphaël Caucheteux (Saint-Raphaël, 27%).
- Meilleur arrière gauche : Thibaud Briet (Nantes, 44%) ; Elohim Prandi (Paris, 39%), Ihor Tourtchenko (Limoges, 17%).
- Meilleur demi-centre : Aymeric Minne (Nantes, 58%) ; Luc Steins (Paris, 28%), Seif El-Deraa (Limoges, 14%).
- Meilleur pivot : Nicolas Tournat (Nantes, 55%) ; Kamil Syprzak (Paris, 25%), Gabriel Nyembo (Toulouse, 20%).
- Meilleur arrière droit : Tom Pelayo (Dunkerque, 45%) ; Julien Bos (Nantes, 43%), Micke Brasseleur (Saint-Raphaël, 12%).
- Meilleur ailier droit : Benjamin Richert (Chambéry et Montpellier, 44%) ; Kauldi Odriozola (Nantes, 38%), Ferrán Solé (Paris, 18%).
- Meilleur défenseur : Karl Konan (Montpellier, 45%) ; Thibaud Briet (Nantes, 31%), Bakary Diallo (Toulouse, 24%).
- Meilleur espoir : Eliott Desblancs (Aix, 39%) ; Faruk Yusuf (Limoges, 26%), Mouhamadou Sidibé (Aix, 16%), Belco Ayeva (Créteil, 10%), Michal Baran (Cesson, 9%).
- Meilleur entraîneur : Danijel Anđelković (Toulouse, 40,1%) ; Grégory Cojean (Nantes, 39,7%), Raúl González (Paris, 20%)

Remarque : pour chaque catégorie, le poids de chaque collège dans les résultats des votes est réparti comme suit : 35% pour les joueurs, 35% pour les entraineurs, 15% pour la presse quotidienne régionale, 15% pour le grand public.

## Bilan de la saison
| Tableau d'honneur de la saison 2024-2025    |                            |                                     |
| Compétition                                 | Vainqueur                  | Commentaire                         |
| Championnat de France                       | Paris Saint-Germain        | 12e titre                           |
| Coupe de France                             | Montpellier Handball       | 14e victoire                        |
| Trophée des champions                       | HBC Nantes                 | 3e victoire                         |
| Bilan en coupes d'Europe 2024-2025          |                            |                                     |
| Compétition                                 | Qualifiés                  | Commentaire                         |
| Ligue des champions                         | HBC Nantes                 | 3e place                            |
| Ligue des champions                         | Paris Saint-Germain        | éliminé en barrages (1/8 de finale) |
| Ligue européenne                            | Montpellier Handball       | Finaliste                           |
| Ligue européenne                            | Limoges Handball           | éliminé en 1/4 de finale            |
| Ligue européenne                            | Fenix Toulouse Handball    | éliminé en barrages (1/8 de finale) |
| Qualifications européennes 2024-2025        |                            |                                     |
| Compétition                                 | Qualifiés                  | Commentaire                         |
| Ligue des champions                         | Paris Saint-Germain        | Champion de France                  |
| Ligue des champions                         | HBC Nantes                 | 2e du championnat (invité)          |
| Ligue européenne                            | Montpellier Handball       | Vainqueur de la Coupe de France     |
| Ligue européenne                            | Fenix Toulouse Handball    | 4e du championnat                   |
| Ligue européenne                            | Saint-Raphaël Var Handball | 5e du championnat (invité)          |
| Promotions et relégations                   |                            |                                     |
| Relégués en Division 2                      | US Créteil                 | Retour en D2 après 6 saison en D1   |
| Relégués en Division 2                      | US Ivry                    | Retour en D2 après 3 saisons en D1  |
| Promu : Champion de D2                      | Dijon Métropole Handball   | Retour en D1 après 1 saison en D2   |
| Promu : Vainqueur des play-offs d’accession | Sélestat Alsace Handball   | Retour en D1 après 2 saisons en D2  |